# Список глав государств в 565 году
Список глав государств в 564 году — 565 год — Список глав государств в 566 году — Список глав государств по годам

## Африка
- Аксумское царство — Йоэль, негус (ок. 555 — ок. 575)

## Америка
- Баакульское царство — 
  - К’ан Хой Читам I, священный владыка (524 — 565)
  - Аку’ль Мо’ Нааб II, священный владыка (565 — 570)
- Канульское царство — Хут ном Чаналь, царь (551 — 572/573)
- Шукууп (Копан) — ?-Балам, царь (553 — 578)

## Азия
- Абхазия (Абазгия) — Иствинэ, князь (ок. 550 — ок. 580)
- Вансюан (Ранние Ли) — Трие Вьет Вуонг, император (547 — 571)
- Гассаниды — аль-Харит V ибн Джабала, царь (529 — 569)
- Дханьявади — Тюрия Кала, царь[англ.] (552 — 575)
- Иберия — Фарсман VI, царь (561 — ?)
- Индия — 
  - Вишнукундина — Викрамендра Варма II, царь[лит.] (555 — 569)
  - Западные Ганги — Дурвинта, махараджа (529 — 579)
  - Маитрака — Гухасена, махараджа[англ.] (ок. 556 — ок. 570)
  - Паллавы (Анандадеша) — Симхаварман III, махараджа (550 — 574)
  - Пандья — Кадунгон, раджа (560 — 590)
  - Чалукья — Сатьяшрая Пулакешин I, раджа (535 — 566)
- Камарупа — Чандрамукхаварман, царь (542 — 566)
- Китай (Период Южных и Северных династий) — 
  - Северная Ци — 
    - У Чэн-ди (Гао Дань), император (561 — 565)
    - Гао Вэй, император (565 — 577)

  - Северная Чжоу — У-ди (Юйвэнь Юн), император (560 — 578)
  - Чэнь — Вэнь-ди (Чэнь Цянь), император (559 — 566)
- Корея (Период Трех государств):
  - Когурё — Пхёнвон, тхэван (559 — 590)
  - Пэкче — Видок, король (554 — 598)
  - Силла — Чинхын Великий, тхэван (514 — 576)
- Лазика (Эгриси) — Тцат II, король (555 — 570)
- Лахмиды (Хира) — Амр III ибн аль-Мундир, царь (554 — 569)
- Паган — Хан Лат, король[англ.] (557 — 569)
- Персия (Сасаниды) — Хосров I Ануширван, шахиншах (531 — 579)
- Раджарата (Анурадхапура) — Аггабодхи I, король (564 — 598)
- Тарума — Кертаварман, царь (561 — 628)
- Тогон — Муюн Куалюй, правитель (540 — 591)
- Тюркский каганат — Мукан, каган (553 — 572)
- Тямпа — Рудраварман I, князь (529 — 572)
- Химьяр — Абраха, царь (536 — ок. 570)
- Ченла — Вираварман, раджа (560 — 575)
- Япония — Киммэй, император (539 — 571)

## Европа
- Аварский каганат — Баян I, каган (562 — 602)
- Англия —
  - Берниция — Адда, король (560 - 568)
  - Дейра — Элла, король (559 — 588)
  - Думнония — Герайнт ап Константин, король (560 — 598)
  - Каер Гвенддолеу — Гвенддолеу ап Кейдио, король (ок. 550 — 573)
  - Кент — Эрменрик, король (ок. 540 — 591)
  - Мерсия — Киневальд, король (538 — 568)
  - Пеннины — 
    - Дунотинг (Северные Пеннины) — Динод Толстый, король (ок. 525 — ок. 595)
    - Пик (Южные Пеннины) — Сауил Высокомерный, король (ок. 525 — 590)

  - Регед — 
    - Северный Регед — Кинварх Угрюмый, король (535 — 570)
    - Южный Регед — Лливарх Старый, король (560 — 586)

  - Сассекс — Кисса, король (514 — ок. 567)
  - Уэссекс — Кевлин, король (560 — 591)
  - Эбрук — Передур ап Элиффер, король (560 — 580)
  - Элмет — Гваллог ап Ллаенног, король (560 — 586)
  - Эссекс — Эсквин, король (547 — 568)
- Арморика — Теудр Великий, король (545 — 584)
- Бавария — Гарибальд I, герцог (ок. 548 — 591)
- Бро Варох — Макльо, король (560 — 577)
- Вестготское королевство — Атанагильд, король (554 — 567)
- Византийская империя — 
  - Юстиниан I, император (527 — 565)
  - Юстин II, император (565 — 578)
- Гепиды — Кунимунд, король (560 — 567)
- Ирландия — 
  - Диармайт мак Кербалл, верховный король (538 — ок. 565)
  - Фергюс мак Муйрхертах, верховный король (ок. 565 — ок. 566)
  - Домнал мак Муйрхертах, верховный король (ок. 565 — ок. 566)
  - Айлех — 
    - Фергюс мак Муйрхертах, король (534 — ок. 566)
    - Домнал мак Муйрхертах, король (534 — ок. 566)

  - Коннахт — Аэд, король (ок. 560 — 577)
  - Лейнстер — Колман Мор, король (550 — 580)
  - Мунстер — Кайрпре Кромм, король (550 — ок. 580)
  - Ольстер — Демман мак Кэрелл, король (557 — 572)
- Лангобарды — Аудоин, король (546 — 566)
- Папский престол — Иоанн III, папа римский (561 — 574)
- Свевов королевство (Галисия) — Теодемир, король (561/566 — 570)
- Уэльс —
  - Брихейниог — Лливарх ап Ригенеу, король (540 — 580)
  - Гвинед — Рин ап Майлгун, король (547 — ок. 580)
  - Гливисинг — Кадок Мудрый, король (523 — 580)
  - Дивед — Кингар ап Гуртевир, король (540 — 570)
  - Поуис — Кинан Гаруин, король (ок. 560 — ок. 610)
- Франкское королевство — 
  - Париж — Хариберт I, король (561 — 567)
  - Австразия — Сигиберт I, король (561 — 575)
  - Бургундия — Гунтрамн, король (561 — 592)
  - Нейстрия — Хильперик I, король (561 — 584)
- Швеция — Адильс, король (ок. 530 — ок. 575)
- Шотландия —
  - Дал Риада — Коналл I, король (558 — 574)
  - Пикты — Гартнарт I, король (560 — 567)
  - Стратклайд (Альт Клуит) — Тутагуал ап Клинох, король (? — ок. 580 )

- Юстиниан I 
 527-565 
 Император Византии
- Хосров I Ануширван 
 531-579 
 Шахиншах Персии
- Хариберт I 
 561-567 
 Король Парижа
- Сигиберт I 
 561-575 
 Король Австразии
- Гунтрамн 
 561-592 
 Король Бургундии
- Хильперик I 
 561-584 
 Король Нейстрии
- Атанагильд 
 554-567 
 Король вестготов
- У-ди 
 560-578 
 Император Северной Чжоу
- Вэнь-ди 
 559-566 
 Император Чэнь
- Эсквин 
 547-568 
 Король Эссекса
- Иоанн III 
 561-574 
 Папа римский